# Hall du Livre
Pour les articles homonymes, voir HDL.
Le Hall du Livre, parfois abrégé par le sigle HDL ou HdL,, est, avec son concurrent local la Fnac, l'une des deux plus grandes librairies de Nancy, fonctionnant toutes les deux sur le même principe : une grande surface (elle s'étend sur 1 350 m2 répartis en trois étages), en libre-service, qui se diversifie vers d'autres produits culturels (CD, DVD, mais aussi titres de presse et cartes postales pour le Hall du Livre). Elle est située au numéro 53-55 de la rue Saint-Dizier, dans le centre-ville (48° 41′ 24,5″ N, 6° 10′ 58,5″ E). Fondée par Claude Michaud, elle a fêté ses cinquante ans en 2007 ; indépendante jusqu'en 2002, c'est après le passage au sein de plusieurs enseignes telles que les Éditions Privat et Chapitre.com qu'elle est rachetée fin 2013 par les Éditions Gallimard.
Le Hall du Livre compte parmi les vingt plus importantes librairies de France selon Livres-Hebdo (plus précisément la douzième en 2005, la treizième en 2006 et en 2007, la onzième en 2008) ; la revue la classe parmi le « fleuron de la librairie française » et la prend en référence des « plus grands »,. Avant son rachat par Privat, elle figurait parmi les cinq plus grandes librairies indépendantes en France selon L'Est républicain, qui la qualifie de « référence dans la profession ». Un rapport d'information de l'Assemblée nationale en parle comme d'une « locomotive commerciale » de Nancy, avec la Fnac et le Printemps. C'est ainsi que Danielle Cayotte-Bauvin a représenté le Hall du Livre au jury des six éditions qu'a connu le Prix du Livre Europe 1, de 2000 à 2005,.
Jusqu'en 2023, les produits sont exposés dans un cadre atypique pour une librairie : le jardin d'hiver d'un hôtel particulier du XIXe siècle, surmonté d'une verrière, et dont le rez-de-chaussée est pavé ; des coursives et des escaliers divisent l'espace en sortes de petits kiosques. De plus elle est aussi ouverte le dimanche après-midi,, et elle a choisi comme slogan le surnom « la librairie promenade », pour donner l'image d'une librairie qui n'est pas seulement un lieu d'achat mais aussi de sortie et de visite. La librairie déménage au 53-57 de la même rue fin octobre 2023.
À la mort du fondateur en 1997, c'est son légataire universel Anselme Bouron, qui avait commencé comme disquaire dans cette librairie, qui en devint le propriétaire, avant de revendre ses parts à Privat en avril 2002. Après quoi c'est Alain Purel, qui travaillait lui aussi de longue date pour l'entreprise où il faisait office de bras droit du fondateur, qui a été nommé directeur. En 2005, à la suite du départ à la retraite d'Alain Purel, Sophie Prudent devient directrice de la librairie où elle est secondée par le bibliophile Stéphane Tanner et par Danielle Cayotte-Bauvin. Sophie Prudent a été remplacée en octobre 2007 par Astrid Canada, qui était quant à elle extérieure à l'entreprise. En 2005, Privat achevait d'acquérir les 20 % de parts du Hall du Livre que le groupe ne détenait pas encore. En avril 2005, Privat a été racheté par Bertelsmann qui a placé le groupe et son réseau de librairies sous la responsabilité de sa filiale DirectGroup par le biais de France Loisirs ; or en février 2007, Bertelsmann a aussi acquis 49,5 % du capital de la librairie en ligne Chapitre.com et l'a également intégrée dans DirectGroup, si bien que depuis 2008, le Hall du Livre fait partie du réseau Chapitre.com, adoptant les couleurs et le logo du site web, notamment dans sa vitrine,. Le 20 mai 2011, Bertelsmann cède Direct Group au fonds d'investissement américain Najafi Compagnies et, à la suite du dépôt de bilan de Chapitre.com, le Hall du Livre devient le 26 décembre 2013 propriété des Éditions Gallimard,.
En 2001, la librairie a réalisé un chiffre d'affaires de plus de 12 millions d'euros, de 12,4 millions (dont 9,8 pour le secteur livres) en 2004, de 12 millions (dont 9,6 pour le secteur livres) en 2005, de 11,4 millions (dont 9,3 pour le secteur livres) en 2006, de 11 millions (dont 9,2 pour le secteur livres) en 2007. Elle enregistrait une baisse d'activité de 5,6 % au premier semestre 2005 et de 3,7 % entre 2006 et 2007. 117 000 titres sont en rayon,,.
En 2002, elle employait 70 salariés ; en 2004, ils étaient 83, représentant l'équivalent de 68 temps pleins ; en 2006 ils étaient au nombre de 62, et de 59 en 2007. Le 26 mai 2007, 35 de ces salariés ont organisé un mouvement social, le premier depuis vingt-sept ans dans l'entreprise, dénonçant un manque de dialogue et un climat de suspicion de la part des responsables, ainsi qu'une plus faible réévaluation de leur salaire et de leurs avantages par rapport au reste du groupe, malgré de meilleurs résultats ; soutenus par la CFDT, ils ont fait grève pendant deux heures et manifesté devant le magasin,. Selon eux, l'entreprise accroîtrait également son recours aux travailleurs intérimaires.
En ce qui concerne la stratégie de fidélisation du client, le Hall du Livre se démarquait par une remise de 5 % faite systématiquement à tous ses clients puis par ses avoirs sous forme de tickets de caisse agrafés aux sachets plastiques emballant les produits. Ces avoirs étaient utilisables dès les achats suivants et permettaient de bénéficier de la remise maximale de cinq pour cent que la loi Lang autorise par rapport au prix unique. À partir de 2007, ce dispositif de tickets de caisse a été abandonné au profit d'un système plus classique de carte de fidélité,.
La librairie a participé au Livre sur la Place depuis les débuts de la manifestation, par intermittence cependant, avec notamment une interruption de 1995 à 2005 à la suite d'un conflit avec son concurrent la Fnac, qui y participe aussi ; le Hall du Livre estimait en effet que l'image du Livre sur la Place était trop attachée à celle de la Fnac au regard de l'implication effective de cette dernière dans l'organisation du salon,.
Le Hall du Livre est constitué en une société par actions simplifiée (SAS) dont la dénomination sociale est Agence de la presse, immatriculée le 16 juillet 1956 au RCS Nancy sous le numéro 756 801 502 ; son activité principale exercée est le « commerce de détail de livres en magasin spécialisé (47.61Z) » (NAF 2008). Elle adhère au Syndicat de la librairie française (SLF), au conseil d'administration duquel participe Alain Purel. Cette structure a été radiée le 4 janvier 2010.
Jean-Claude Berthon, journaliste musical ayant lancé plusieurs revues spécialisées dans ce domaine, a travaillé au rayon disques du Hall du Livre.
Le Hall du Livre comprend également une galerie de photographies, rebaptisée Galerie Claude Michaud le 6 janvier 1998, du nom du fondateur de la librairie, à la suite de sa mort l'année précédente. Y ont notamment exposé les photographes Jean-Michel Marchetti en 1989, 1992, 1996 et 1998, Éric Didym en 1989, Philippe Thiébaut en 1990, 1994, 1997 et 1999, Denis Martin en 1990, 1993, 1997 et 2000, Marc Le Mené en 1991, Daniel Lebée en 1993, Lucien Clergue en 1996, Michel Bony en 1998, Jean Salou en 1999, Fahim Gaballah en 2000, Daniel Denise en 2000, ou encore Patrick Mangin ou Jean-Jacques Tranchant.